# Chieti (provins)
Provinsen Chieti (it. Provincia di Chieti) er en provins i regionen Abruzzo i det centrale Italien. Chieti er provinsens hovedby.
Provinsen har omfattende landbrugsproduktion, herunder vin og oliven, især i området lige bag kysten mellem Chieti og Vasto. Langs Adriaterhavskysten ligger flere fiske- og badebyer, for eksempel Francavilla al Mare, Ortona og Vasto).
Der var 381.993 indbyggere ved folketællingen i 2001.

## Geografi
Provinsen Chieti grænser til:
- i nord mod provinsen Pescara,
- i øst mod Adriaterhavet.
- i syd mod regionen Molise og
- i vest mod provinsen Aquila.

- Wikimedia Commons har flere filer relateret til Chieti (provins)

## Kommuner
- Altino
- Archi
- Ari
- Arielli
- Atessa
- Arielli
- Atessa
- Bomba
- Borrello
- Bucchianico
- Canosa Sannita
- Carpineto Sinello
- Carunchio
- Casacanditella
- Casalanguida
- Casalbordino
- Casalincontrada
- Casoli
- Castel Frentano
- Castelguidone
- Castiglione Messer Marino
- Celenza sul Trigno
- Civitaluparella
- Civitella Messer Raimondo
- Colledimacine
- Colledimezzo
- Crecchio
- Cupello
- Dogliola
- Fallo
- Fara Filiorum Petri
- Fara San Martino
- Filetto
- Fossacesia
- Fraine
- Francavilla al Mare
- Fresagrandinaria
- Frisa
- Furci
- Gamberale
- Gessopalena
- Gissi
- Giuliano Teatino
- Guardiagrele
- Guilmi
- Lama dei Peligni
- Lanciano
- Lentella
- Lettopalena
- Liscia
- Miglianico
- Montazzoli
- Montebello sul Sangro
- Monteferrante
- Montelapiano
- Montenerodomo
- Monteodorisio
- Mozzagrogna
- Orsogna
- Ortona
- Paglieta
- Palena
- Palmoli
- Palombaro
- Pennadomo
- Pennapiedimonte
- Perano
- Pietraferrazzana
- Pizzoferrato
- Poggiofiorito
- Pollutri
- Pretoro
- Quadri
- Rapino
- Ripa Teatina
- Rocca San Giovanni
- Roccamontepiano
- Roccascalegna
- Roccaspinalveti
- Roio del Sangro
- Rosello
- San Buono
- San Giovanni Lipioni
- San Giovanni Teatino
- San Martino sulla Marrucina
- San Salvo
- San Vito Chietino
- Santa Maria Imbaro
- Sant'Eusanio del Sangro
- Scerni
- Schiavi di Abruzzo
- Taranta Peligna
- Tollo
- Torino di Sangro
- Tornareccio
- Torrebruna
- Torrevecchia Teatina
- Torricella Peligna
- Treglio
- Tufillo
- Vacri
- Vasto
- Villa Santa Maria
- Villalfonsina
- Villamagna

42°21′N 14°10′Ø / 42.35°N 14.17°Ø